# Azízíja
Azízíja (arabsky العزيزية) je město v Libyi, ležící přes 40 km jihozápadně od Tripolisu. Žijí v něm přes čtyři tisíce obyvatel (uvádí se však také víc, až 280 000) a je hlavním městem distriktu Džafara.
Město je známé tím, že zde byla 13. září 1922 naměřena teplota 57,8 °C ve stínu, která byla dlouho uváděna jako oficiální světový teplotní rekord. V září 2013 však Světová meteorologická organizace oznámila, že tehdejší metoda měření byla neprůkazná (Italové, kterým tehdy Libye patřila, se o primát nejteplejšího místa na světě přetahovali s Francouzi, kteří naměřili v tuniském Kebili rovných 55 stupňů) a že skutečné teploty dosažené v Azízíji v poslední době se této hodnotě ani nepřibližují. Proto byl rekord prohlášen za neplatný a nadále je za nejvyšší teplotu, která byla kdy na Zemi změřena, uznáván údaj 56,7 °C z roku 1913 z kalifornského Údolí smrti.